# 22 октомври
22 октомври е 295-ият ден в годината според григорианския календар (296-и през високосна). Остават 70 дни до края на годината.

## Събития
- 1575 г. – Основан е град Агуаскалиентес.
- 1633 г.– Китайската династия Мин побеждава Холандската източноиндийска компания в Битката в залива Люолуо, най-голямото китайско-европейско стълкновение преди Опиумните войни.

- 1721 г. – Руският цар Петър I се обявява за император.
- 1797 г. – Французинът Андре-Жак Гарньорен извършва първият регистриран скок с парашут от височина 1000 м над Париж.
- 1877 г. – При взрив в мина в Шотландия загиват 207 миньори – най-голямата производствена катастрофа в тази страна.

- 1879 г. – Открито е Областното събрание на Източна Румелия, което избира за председател Иван Евстратиев Гешов.
- 1883 г. – В Ню Йорк е открита Метрополитан Опера – най-известният оперен театър в САЩ.
- 1898 г. – Светия Синод на Българската православна църква решава да реализира синодален превод на библейския канон на светото писание.
- 1906 г. – Положен е основният камък на сградата на Варненския аквариум.

- 1912 г. – Балканска война: Начало на Лозенградската операция.
- 1913 г. – При взрив в мина в Ню Мексико (САЩ) загиват 263 миньори.
- 1914 г. – Първа световна война: САЩ обявяват, че няма да участват във войната, но ще оказват материална помощ на Франция и Великобритания.
- 1916 г. – България в Първата световна война: Български военни части овладяват Кюстенджа (Румъния).
- 1935 г. – В СССР е въведено военното звание маршал.
- 1937 г. – В България са насрочени първите парламентарни избори след Деветнадесетомайския преврат от 19 май 1934 г.
- 1941 г. – В Белград е открита антимасонска изложба.
- 1945 г. – Аржентина – сватба на Хуан Перон за Ева Мария Дуарте.
- 1946 г. – Два британски разрушителя претърпяват сериозен инцидент в пролива на Корфу с човешки и материални жертви, натъквайки се на мини от Кригсмарине.
- 1953 г. – Лаос придобива независимост от Франция.
- 1957 г. – Виетнамска война: Първи американски жертви във Виетнам.
- 1962 г. – Карибската криза: Президентът на САЩ Джон Ф. Кенеди съобщава в реч пред нацията, че американски разузнавателни самолети са открили съветско ядрено оръжие в Куба и че е дал заповед за морска „карантина“ на островната държава.
- 1963 г. – Държавите от СИВ – Народна република България, ГДР, Монголия, Полша, Румъния, СССР, Унгария и Чехословакия, учредяват Международна банка за икономическо сътрудничество със седалище в Москва.
- 1964 г. – Жан-Пол Сартър е удостоен с Нобелова награда за литература, но отказва да я получи по причини от етичен характер.
- 1968 г. – Програма Аполо: Аполо 7 успешно се приводнява в Атлантическия океан, след като обикаля в орбита Земята 163 пъти.
- 1987 г. – На аукцион в Ню Йорк е продадено първото издание на Библията, отпечатана от Гутенберг, за рекордната цена от 5,39 милиона долара.
- 1990 г. – Парламентът на Киргизия приема Закон за суверинитета.
- 2000 г. – В Афганистан са забранени колективните спортове.
- 2001 г. – Учени от Русия съобщават, че са открили органичен магнит.
- 2005 г. – Самолетът при полет 210 на „Белвю Еърлайнс“ се разбива в Нигерия и убива всички 117 души на борда.
- 2006 г. – Фернандо Алонсо за втори пореден път става Световен шампион във Формула 1.
- 2008 г. – Индия започва своята първа лунна мисия – Чандраян-1
- 2009 г. – Microsoft официално пуска на пазара Windows 7.

## Родени
- 1071 г. – Гийом дьо Поатие, херцог на Аквитания и поет († 1127 г.)
- 1781 г. – Луи-Жозеф Ксавие Франсоа, дофин на Франция († 1789 г.)
- 1811 г. – Ференц Лист, унгарски композитор († 1886 г.)
- 1844 г. – Сара Бернар, френска драматична актриса († 1923 г.)
- 1844 г. – Луи Риел, канадски политик и революционер († 1885 г.)
- 1870 г. – Иван Бунин, руски поет и писател, Нобелов лауреат през 1933 г. († 1953 г.)
- 1878 г. – Христо Узунов, български революционер († 1905 г.)
- 1881 г. – Анастас Ватев, български генерал и политик († 1967 г.)
- 1881 г. – Клинтън Дейвисън, американски физик, Нобелов лауреат († 1958 г.)
- 1887 г. – Джон Рид, американски журналист и публицист отразявал октомврийската революция и един от основателите на Комунистическата партия на САЩ († 1920 г., Москва, РСФСР)
- 1903 г. – Джордж Бидъл, американски генетик, Нобелов лауреат през 1958 г. († 1989 г.)
- 1903 г. – Златьо Бояджиев, български художник († 1976 г.)
- 1914 г. – Славчо Трънски, български генерал и политик († 1999 г.)
- 1917 г. – Джоан Фонтейн, британска актриса († 2013 г.)
- 1919 г. – Дорис Лесинг, британска писателка, Нобелова лауреатка през 2007 г. († 2013 г.)
- 1920 г. – Тимъти Лири, американски психолог († 1996 г.)
- 1922 г. – Алекси Иванов, български политик и държавник († 1997 г.)
- 1922 г. – Асен Миланов, български актьор († 1997 г.)
- 1923 г. – Берт Траутман, немски парашутист, футболист († 2013 г.)
- 1924 г. – Димитър Петров, български режисьор и сценарист († 2018 г.)
- 1929 г. – Лев Яшин, съветски футболист († 1990 г.)
- 1938 г. – Кристофър Лойд, американски актьор
- 1943 г. – Катрин Деньов, френска актриса
- 1944 г. – Красимир Костов, български кинооператор
- 1946 г. – Робертино Лорети, италиански певец
- 1949 г. – Арсен Венгер, френски треньор по футбол
- 1952 г. – Джеф Голдблум, американски актьор
- 1954 г. – Любомир Начев, български политик († 2006 г.)
- 1957 г. – Милка Йорданова, българска акробатка
- 1958 г. – Кийт Паркинсън, американски художник († 2005 г.)
- 1959 г. – Димитър Велев, български учител и поет
- 1964 г. – Мариелка Баева, български политик
- 1976 г. – Йонас Люшер, швейцарски писател
- 1988 г. – Янко Георгиев, български футболист
- 1990 г. – Нина Рангелова, българска плувкиня
- 1994 г. – Прея, българска певица

## Починали
- 741 г. – Карл Мартел, франкски майордом (* 676 г.)
- 1383 г. – Фернанду, крал на Португалия (* 1345 г.)
- 1871 г. – Родерик Мърчисън, английски геолог (* 1792 г.)
- 1882 г. – Янош Арани, унгарски поет (* 1817 г.)
- 1883 г. – Майн Рид, американски писател (* 1818 г.)
- 1887 г. – Йозеф Грол, баварски пивовар (* 1813 г.)
- 1899 г. – Ернст Милк, финландски композитор (* 1877 г.)
- 1906 г. – Пол Сезан, френски художник (* 1839 г.)
- 1921 г. – Александър Димитров, български политик и държавник (* 1878 г.)
- 1939 г. – Георги Тодоров Данаилов, български икономист и политик (* 1872 г.)
- 1959 г. – Борис Стателов, български морски офицер (* 1886 г.)
- 1960 г. – Иван Карановски, български писател (* 1882 г.)
- 1988 г. – Крум Христов, български дипломат (* 1906 г.)
- 1989 г. – Денчо Знеполски, български генерал (* 1920 г.)
- 1998 г. – Ерик Амблър, английски писател (* 1909 г.)
- 2007 г. – Ев Кюри, френска писателка (* 1904 г.)
- 2007 г. – Петър Ебен, чешки композитор (* 1929 г.)
- 2010 г. – Юлия Винер-Ченишева, българска оперна певица (* 1929 г.)
- 2011 г. – Барбара Кьониг, немска писателка (* [[1925 г.)

## Празници
- Световен ден на заекващите (учреден през юли 1998 г. в Йоханесбург, ЮАР на Петия конгрес на заекващите)
- Дагестан – Ден на белите жерави (ден на падналите за Дагестан, създаден от народния поет Расул Гамзатов)
- Сомалия – Ден на революцията
- Хондурас – Ден на армията